# ميلو باتلر
ميلو باتلر (بالإنجليزية: Milo Butler)‏ هو سياسي باهاماسي، ولد في 11 أغسطس 1906 في ناساو في باهاماس، وتوفي بنفس المكان في 22 يناير 1979. نشط حزبياً في الحزب الليبرالي التقدمي. وقد انتخب Governor-General of the Bahamas ‏.